# Veberödsmannen
Martin Svensson, , född 15 september 1874 i Sövde församling, Malmöhus län, död 9 augusti 1934 i Långholmens fängelse, kyrkobokförd "på församlingen skriven"  i Veberöds församling, Malmöhus län, var en svensk mjölnare och mördare.
Svensson är mest känd som Möllebrännaren och på senare år som Veberödsmannen

## Biografi
Martin Svensson var son till Sven Jönsson i Sövde och ett av fyra syskon. Han gifte sig 1898 med Maria, född Andersson (1873–1918). I äktenskapet föddes två barn: Selma Elvira Maria (1898–1961) och Emil Svensson (1910-1984).

## Brottslig gärning
Den 1 oktober 1902 slog Svensson ihjäl sin granne, mjölnaren Bengt Larsson i Blentarp, och tände eld på dennes kvarn. Svensson var mycket nära att åka fast, men hans hustru Maria gav honom alibi för detta brott. Svensson satte i system att köpa och brandförsäkra kvarnar. Kort efter köpen sålde han dem till släktingar och bekanta. Efter detta eldhärjades kvarnarna och Svensson kunde så lyfta ersättning från försäkringsbolagen. På detta sätt tillskansade sig Svensson pengar från anlagda bränder i Vallby kvarn 1922, Spjutstorps kvarn 1924 samt Kvärlövs kvarn och Västrakvarn i Veberöd 1927. Dessa brott avslöjades först 1927 då han i augusti mördade sin hushållerska, Emma Andersson och tillsammans med sonen Emil begravde henne i en skogsdunge i Ilstorp utanför Sjöbo. Svensson anhölls i Malmö den 4 september 1927. Efter många förhör erkände han, men först då sonen Emil erkänt sin delaktighet i händelserna och visat var Emmas döda kropp grävts ned. Svensson dömdes 1928 till två gånger livstids straffarbete, vilket också inbegrep straff för omfattande försäkringsbedrägerier och mordbränder.
Martin Svensson avled av en hjärtsjukdom. Han begravdes på Dalby nya kyrkogård den 19 augusti 1934 tillsammans med hustrun Maria, men graven (nr DN 16) är borttagen.